# Sclerophylax lorentzianus
Sclerophylax lorentzianus är en potatisväxtart som beskrevs av Karl August Otto Hoffmann. Sclerophylax lorentzianus ingår i släktet Sclerophylax och familjen potatisväxter. Inga underarter finns listade i Catalogue of Life.